# Laure Prouvost

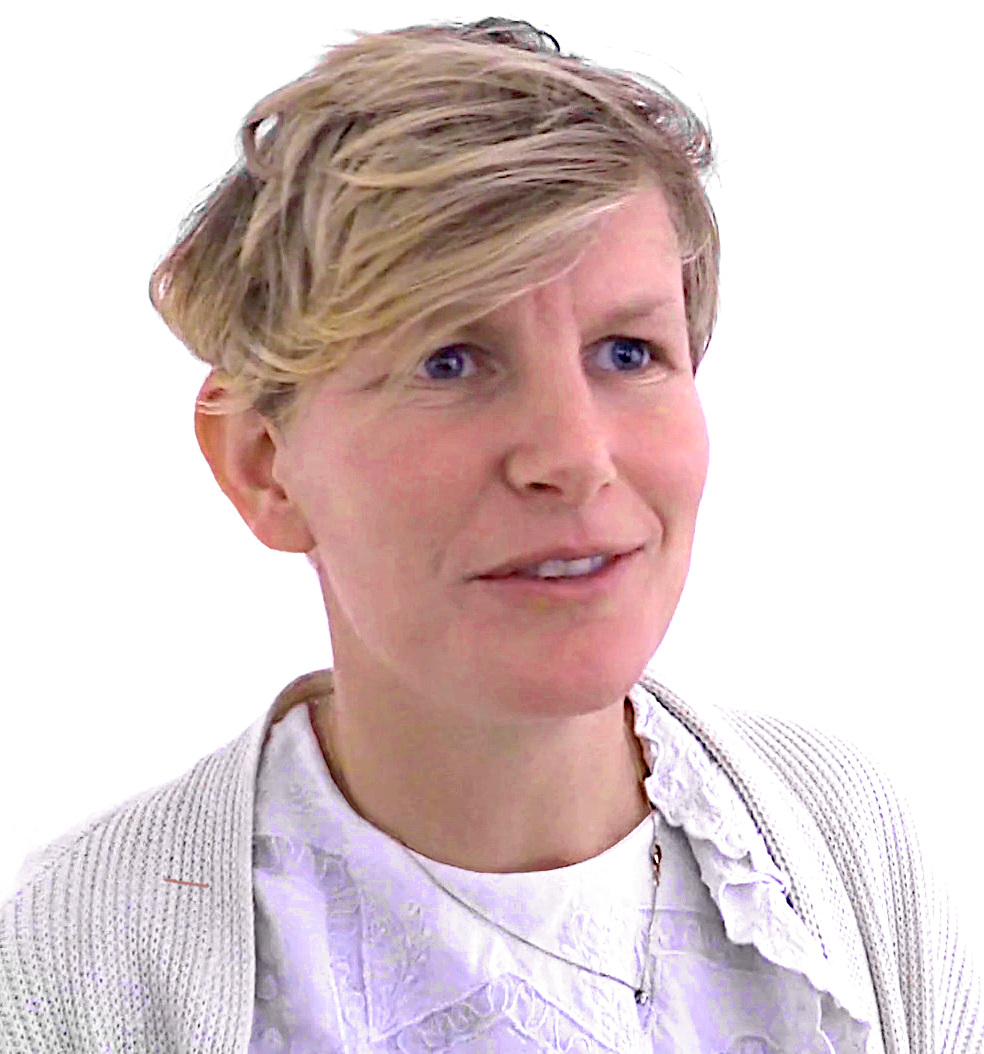
Laure Prouvost (2015)

Laure Prouvost (* 1978 in Croix, Département Nord) ist eine französische Filmemacherin und Künstlerin. Sie erhielt 2013 den renommierten Turner Prize. 2019 vertrat sie Frankreich bei der Biennale in Venedig.

## Leben und Werk
Die nahe dem französischen Lille geborene Prouvost ging auf eine lokale Schule mit Schwerpunkt auf Kunst und studierte von 1999 bis 2002 am Central Saint Martins College of Art and Design der University of the Arts London. Von 2007 bis 2010 setzte sie ihre Ausbildung am Goldsmiths College der Universität London fort.
Laure Prouvost arbeitet als Video- und Multimediakünstlerin. 2010 wurde ihr Kurzfilm Monolog bei den Internationalen Kurzfilmtagen Oberhausen mit einem Hauptpreis ausgezeichnet, wobei ihm die Jury unter anderem „subversiven Humor“ attestierte. Für ihren Film The Artist erhielt sie 2011 erneut einen Hauptpreis des Festivals in Oberhausen.
Nachdem Prouvost 2010 erstmals in der Tate Britain ausstellen konnte, wurde sie 2013 mit dem Turner Prize ausgezeichnet. Bei der Ausstellung der Kandidaten im nordirischen Derry zeigte sie die Videoinstallation Wantee, die eine fiktive Teezeremonie zwischen dem deutschen Künstler Kurt Schwitters und ihrem Großvater darstellt. Die Jury würdigte die Arbeit als „herausragend und bewegend“ und erkannte ihr die Auszeichnung zu.
Die Künstlerin ist Mutter einer Tochter und lebt in London.

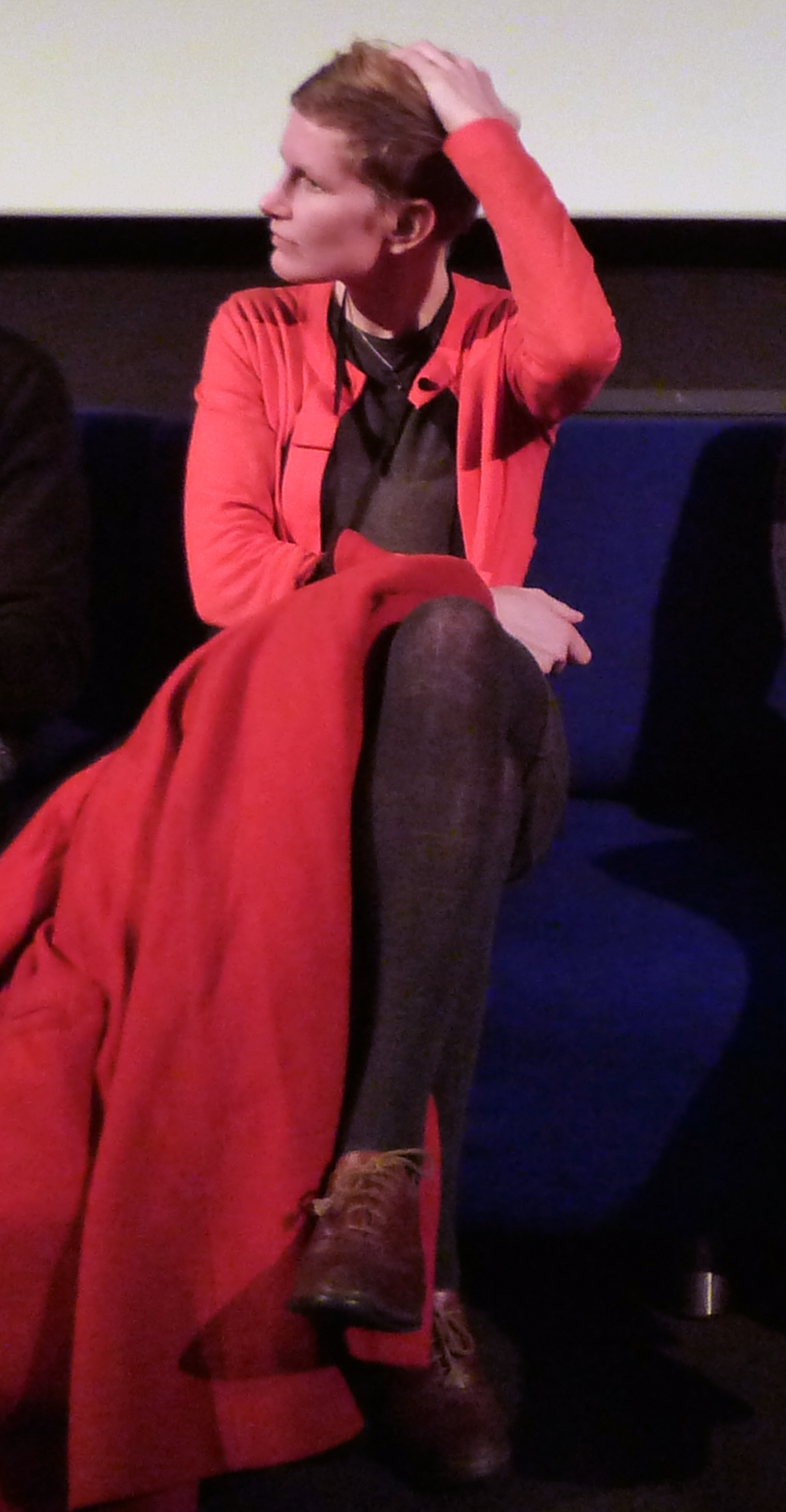
Laure Prouvost (2010)

## Ausstellungen
- 2016–17: Laure Prouvost. And She Will Say Hi Her, Ailleurs To Higher Grounds..., Kunstmuseum Luzern, Luzern.[8]
- 2016: Laure Prouvost, all behind, we’ll go deeper, deep down and she will say, Museum für Moderne Kunst, MMK 3, Frankfurt am Main.[9][10]
- 2021: tinyBE • living in a sculpture, Metzlerpark des Museum Angewandte Kunst Frankfurt/Main, Boob Hills Burrows, 2021, Kuratorin Cornelia Saalfrank[11]
- 2023: Laure Prouvost. Ohmmm age Oma je ohomma mama,[12] Kunsthalle Wien
- 2025: Laure Prouvost. We felt a star dying. Kraftwerk Berlin.[13]